# Setracovirus
Setracovirus je podrod virusa iz roda Alphacoronavirus.